# Edicións Xerais de Galicia
Edicións Xerais de Galicia, S. A. es una editorial gallega con sede en la calle Dr. Marañón de Vigo. Desde 1988 pertenece al grupo empresarial Anaya, integrado en 2004 en el Grupo Lagardère.

## Historia

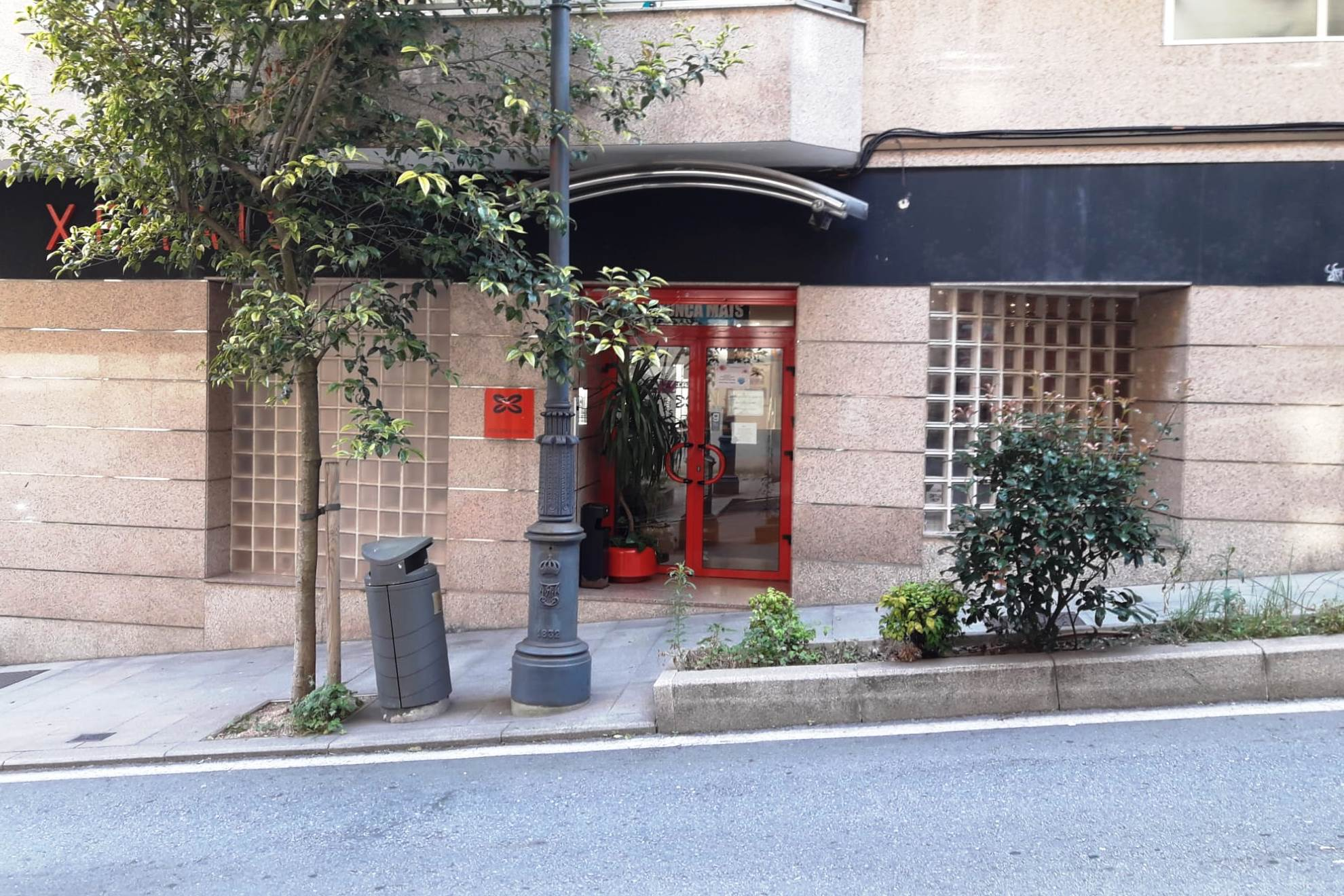
Sede de Xerais en la calle Doutor Marañón de Vigo.

Fundada en 1979 en Vigo por Xulián Maure Rivas y Germán Sánchez Ruipérez, forma parte del Grupo Anaya desde 1988, año en el que nació este grupo editorial, que forma parte del Grupo Lagardère desde enero de 2004.
Edita principalmente libros en gallego de todos los géneros literarios, así como libros de texto y divulgativos. Publicó dos diccionarios que se encuentran entre los más difundidos en lengua gallega, marcando un hito en la edición de la lexicografía general: el Dicionario Xerais da Lingua y el Gran Diccionario Xerais da Lingua del año 2000, con 2027 páginas, que posteriormente, en 2009, se publicaría en dos tomos y con 2464 páginas, actualizado con los estándares publicados hasta ese momento. Convoca anualmente el Premio Xerais de novela, así como el Premio Merlín de literatura infantil y desde 2006 el Premio Caixa Galicia de literatura juvenil, que en 2014 pasaría a denominarse Premio Jules Verne. Su actual director es Fran Alonso, quien sucedió a Manuel Bragado.

### Otros artículos
- Premio Xerais